# Hermes Capitolinul
Hermes Capitolinul, în italiană Antinoo Capitolino, este o statuie în marmură a unui nud de bărbat tânăr, care a fost găsită la Villa Hadrian, în Tivoli, în vremea în care contele Giuseppe Fede efectua cele mai vechi săpături arheologice de acolo. Statuia a fost achiziționată înainte de anul 1733 de către cardinalul Alessandro Albani. Pentru contemporanii lui Albani părea să fie adevărata atracție a colecției sale. Statuia a fost cumpărată ulterior de Papa Clement al XII-lea în 1733 și a continuat să facă parte din baza de exponate a Muzeului Capitolin din Roma. Piciorul și brațul stâng au fost restaurate de Pietro Bracci. În secolul al XVIII-lea, statuia a fost considerată a fi una dintre cele mai frumoase exemplare romane ale unei statui grecești. Modelul a fost gândit să reprezinte pe iubitul lui Hadrian, Antinous. Ea a făcut parte din captura de ordin artistic luată la Paris în termenii Tratatului de la Tolentino din anul 1797, unde a și rămas până în anii 1800 - 1815, când a fost returnată la Roma după căderea lui Napoleon.
Parțial, datorită faptului că podoaba capilară este diferită de cea a unor tipuri de Antinous mai bine atestate, care urmăresc îndeaproape câteva modele iconografice, statuia este considerată astăzi ca fiind o copie realizată în Imperiul Roman din secolul al IV-lea î.Hr. a unei statui grecești care-l înfățișează pe Hermes.